# Pratt & Whitney JT8D
Pratt & Whitney JT8D — двухконтурный турбореактивный двигатель с низкой степенью двухконтурности (0,96—1,06). Выпускался американской компанией Pratt & Whitney с февраля 1963 года и впервые был применён на Boeing 727. В дальнейшем получил широкое распространение среди узкофюзеляжных самолётов, включая Boeing 727, Boeing 737, McDonnell Douglas DC-9 и McDonnell Douglas MD-80, став основной рабочей лошадкой среди авиационных двигателей в 1960—1980-е годы.

## История
Двигатель JT8D является дальнейшим развитием J52 используемого на Grumman A-6 Intruder. Разработки начались в 1960 году, а 9 февраля 1963 года установленный на Boeing 727—100 двигатель JT8D впервые поднялся в воздух. В классическом семействе JT8D насчитывается 8 моделей, имеющих силу тяги от 12 250 до 17 400 фунтов и устанавливавшихся на самолётах Boeing 727, 737-100/-200 и Douglas DC-9. Всего было выпущено около 14 тысяч двигателей, которые использовались в трёх с половиной сотнях авиакомпаний, что делает JT8D самым массовым в истории двигателем с низкой степенью двухконтурности. В 1980 году были представлены двигатели семейства JT8D-200, имеющих силу тяги от 18 500 до 21 700 фунтов и использовавшихся на самолётах DC-9-80 (MD-80).
По лицензии в Швеции выпускается модификация данного двигателя под обозначением Volvo RM8, которая применяется на истребителях Saab 37 Viggen. Также двигатели JT8D-M-9 выпускает японская фирма Mitsubishi.
Двигатель JT8D-219 применяется в мобильных газотурбинных станциях.

## Варианты
- JT8D-1 — 14 000 фунтов
- JT8D-5 — 12 250 фунтов
- JT8D-7 — 12 600 фунтов
- JT8D-S
- JT8D-9 — 14 500 фунтов
- JT8D-9A
- JT8D-11 — 15 000 фунтов
- JT8D-15 — 15 500 фунтов
- JT8D-17 — 16 000 фунтов
- JT8D-17R — 16 400 фунтов
- JT8D-209
- JT8D-217A/C — 20 000 фунтов
- JT8D-219 — 21 000 фунтов

## Применение
- Boeing 707RE
- Boeing 727
- Boeing 737-100/-200
- Northrop Grumman/Boeing E-8 Joint STARS
- Dassault Mercure
- McDonnell Douglas DC-9
- McDonnell Douglas MD-80
- McDonnell Douglas YC-15
- Sud Aviation Caravelle (серии 10B, 10R, 11R и 12)
- Kawasaki C-1 (используются двигатели JT8D-M-9 производства Mitsubishi)